# Monday Night Football
Monday Night Football är det fjortonde avsnittet av andra säsongen av TV-serien How I Met Your Mother. Det hade premiär på CBS den 5 februari 2007.

## Sammandrag
Gänget planerar att titta på Super Bowl när de blir inbjudna till en begravning. De bestämmer sig för att spela in matchen och se på den dagen efter. 

## Handling
Teds favorithögtid Super Bowl-söndagen är här. Allt är planerat för att vännerna traditionsenligt ska titta på matchen och äta kycklingvingar. Deras planer grusas dock när de får veta att en av de anställda på deras stammisbar har dött. För att vara välkomna tillbaka till baren måste de gå på begravningen, trots att den börjar samtidigt som Super Bowl. 
Deras nya plan blir att försöka undvika att få reda på resultatet före kvällen efter. Ted arbetar hemifrån så att ingen kan berätta för honom. Barney, som har satsat mycket pengar på matchen, handfängslar sig vid Teds element. Robin arbetar på en tv-station, men försöker ändå undvika att höra något om matchen. Marshall följer med Lily till förskolan, där han tvingas muta ett av barnen att inte berätta resultatet. 
Med specialgjorda glasögon går Ted till en sportbar för att hämta sin beställning av kycklingvingar. Det går bra - han kommer hem utan att höra något resultat. Men han har glömt dippsåsen, så han måste gå tillbaka. Under tiden rymmer Barney och gör allt för att få reda på resultatet. Alla han möter har missat matchen. 
Marshall fortsätter att utpressas av pojken på förskolan. Till slut sprutar han vatten på pojkens byxor och hotar med att säga till alla i klassen att han har kissat på sig.
Nästan samtidigt får vännerna höra resultatet. Barney hittar en tidning och läser om det, Robin hör om vem som vann av en kollega och Marshall och Lily råkar höra en radio. Den ende som klarar sig är Ted, men Barney skriker ut sin frustration vilket gör att han ändå får reda vem som vann (det lag som Barney inte tippade på). 
De ser ändå matchen och äter sin mat. Den trevliga kvällen i goda vänners lag var på så sätt viktigare än resultatet.

## Kulturella referenser
- Barney möter den före detta amerikansk fotboll-spelaren Emmitt Smith och frågar frustrerat "Vad skulle kunna vara viktigare än fotboll?". Smith svarar "Dans!", vilket refererar till hans medverkan och vinst i tv-programmet "Dancing with the Stars", den amerikanska versionen av "Let's Dance".
- Lily nämner pausunderhållningen med Janet Jackson. Vännerna missar hennes ökända pausnummer som orsakade "Nipplegate" vid Super Bowl 2004.
- Titeln på avsnittet syftar på tv-programmet "Monday Night Football", som sändes samtidigt som How I Met Your Mother under delar av säsong två.